# Szczawin Kościelny
Szczawin Kościelny è un comune rurale polacco del distretto di Gostynin, nel voivodato della Masovia.
Ricopre una superficie di 127,14 km² e nel 2004 contava 5 272 abitanti.